# Monotoma productum
Monotoma productum is een keversoort uit de familie kerkhofkevers (Monotomidae). De wetenschappelijke naam van de soort werd in 1855 gepubliceerd door John Lawrence LeConte.